# Nikon D60

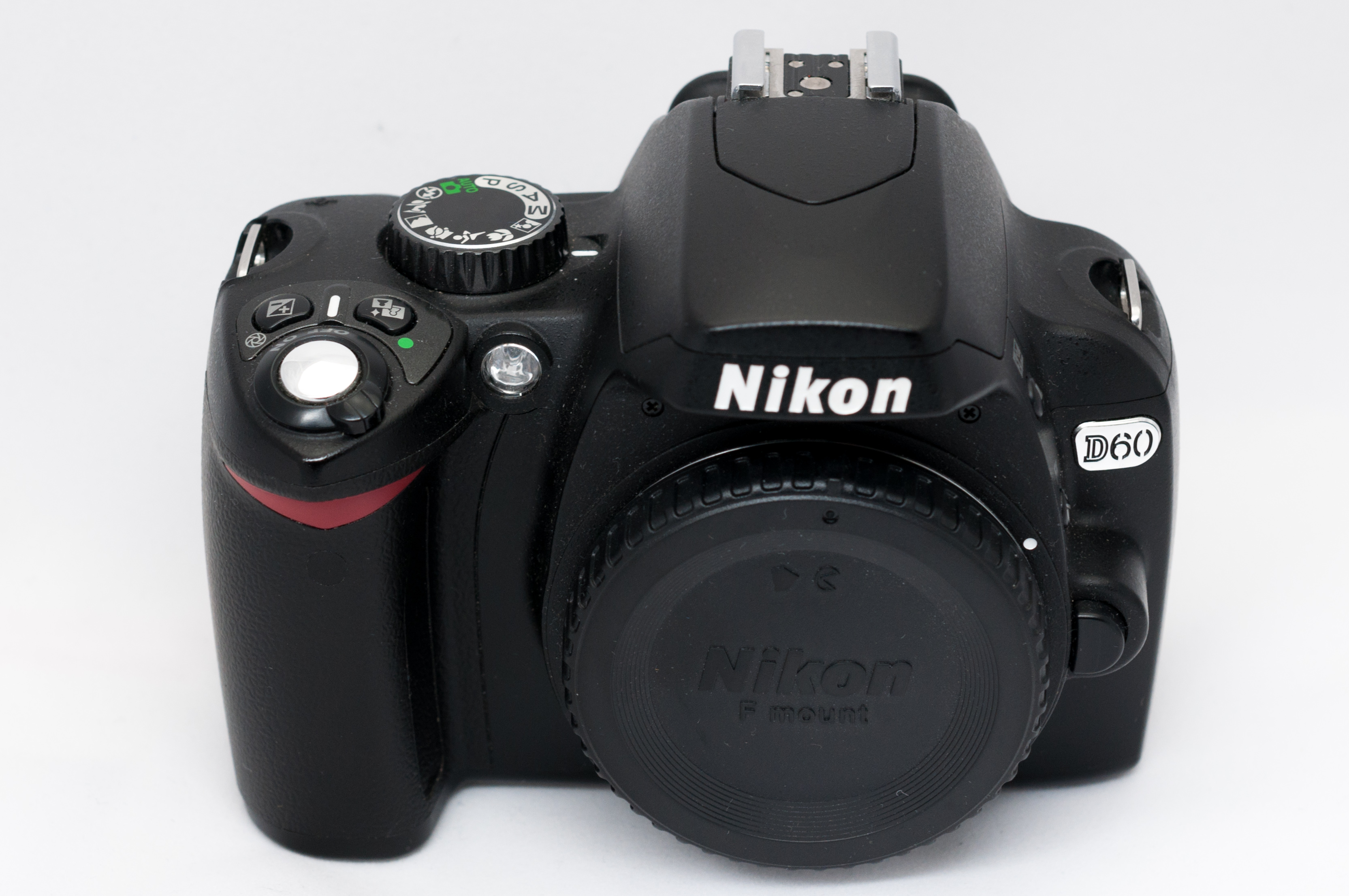
Přední strana fotoaparátu

Nikon D60 je digitální jednooká zrcadlovka, která je na trhu od 29.1.2008.

Byla nejčastěji prodávána s objektivem Nikkor 18-55mm AF-S. Nikon D60 je nástupce modelu Nikon D40x.

## Výhody oproti D40x
- procesor EXPEED
- jednotka čištění obrazového snímače
- senzor přiložení oka - vypne stavový displej
- elektronický dálkoměr pro manuální ostření
- zvýšení dynamického rozsahu D-Lighting
- možnost zpracování RAWů přímo ve fotoaparátu
- nové možnosti úpravy JPEG snímků přímo v přístroji